# Капинава
Капинава (Kapinawá, Kapinawâ) — мёртвый неклассифицированный индейский язык, на котором раньше говорил народ капинава, проживающий в штате Пернамбуку на востоке Бразилии. В настоящее время народ капинава говорит на португальском языке.